# Zirndorf
Zirndorf is een Kreisstadt in de Duitse deelstaat Beieren. Het is de Kreisstadt van het Landkreis Fürth. De stad telt 25.748 inwoners.
In de stad bevindt zich het hoofdkwartier van geobra Brandstätter, de fabrikant van het speelgoedmerk Playmobil en pretpark Playmobil FunPark.

## Geografie
Zirndorf heeft een oppervlakte van 28,78 km² en ligt in het zuiden van Duitsland.

## Stadsdelen
- Alte Veste
- Anwanden
- Banderbach
- Bronnamberg
- Leichendorf
- Leichendorfermühle
- Lind
- Weiherhof
- Weinzierlein
- Wintersdorf
- Wolfgangshof

Ammerndorf ·
Cadolzburg ·
Großhabersdorf ·
Langenzenn ·
Oberasbach ·
Obermichelbach ·
Puschendorf ·
Roßtal ·
Seukendorf ·
Stein ·
Tuchenbach ·
Veitsbronn ·
Wilhermsdorf ·
Zirndorf